# Headset pro virtuální realitu

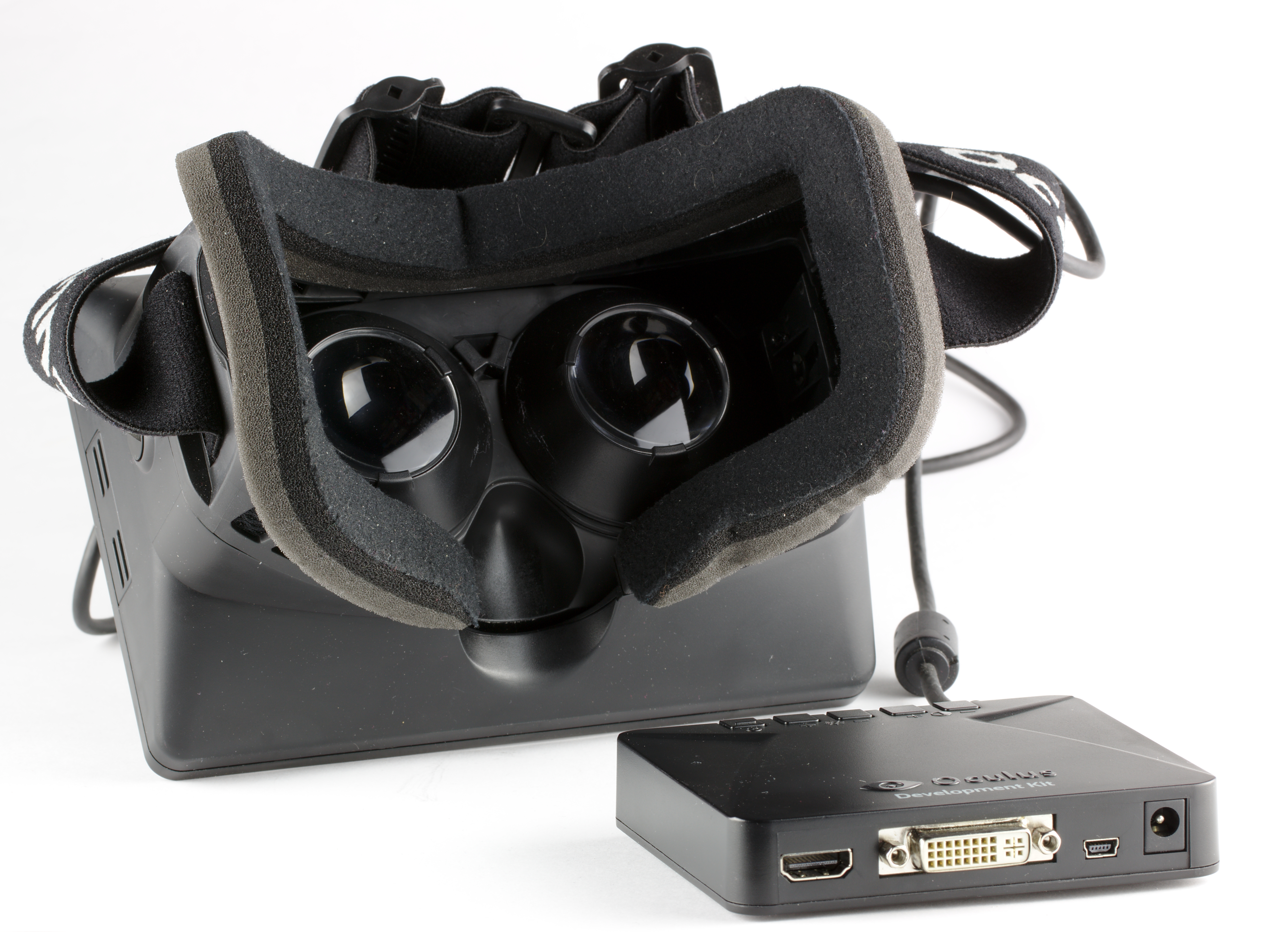
Stereoskopický displej a ovladač zařízení Oculus Rift

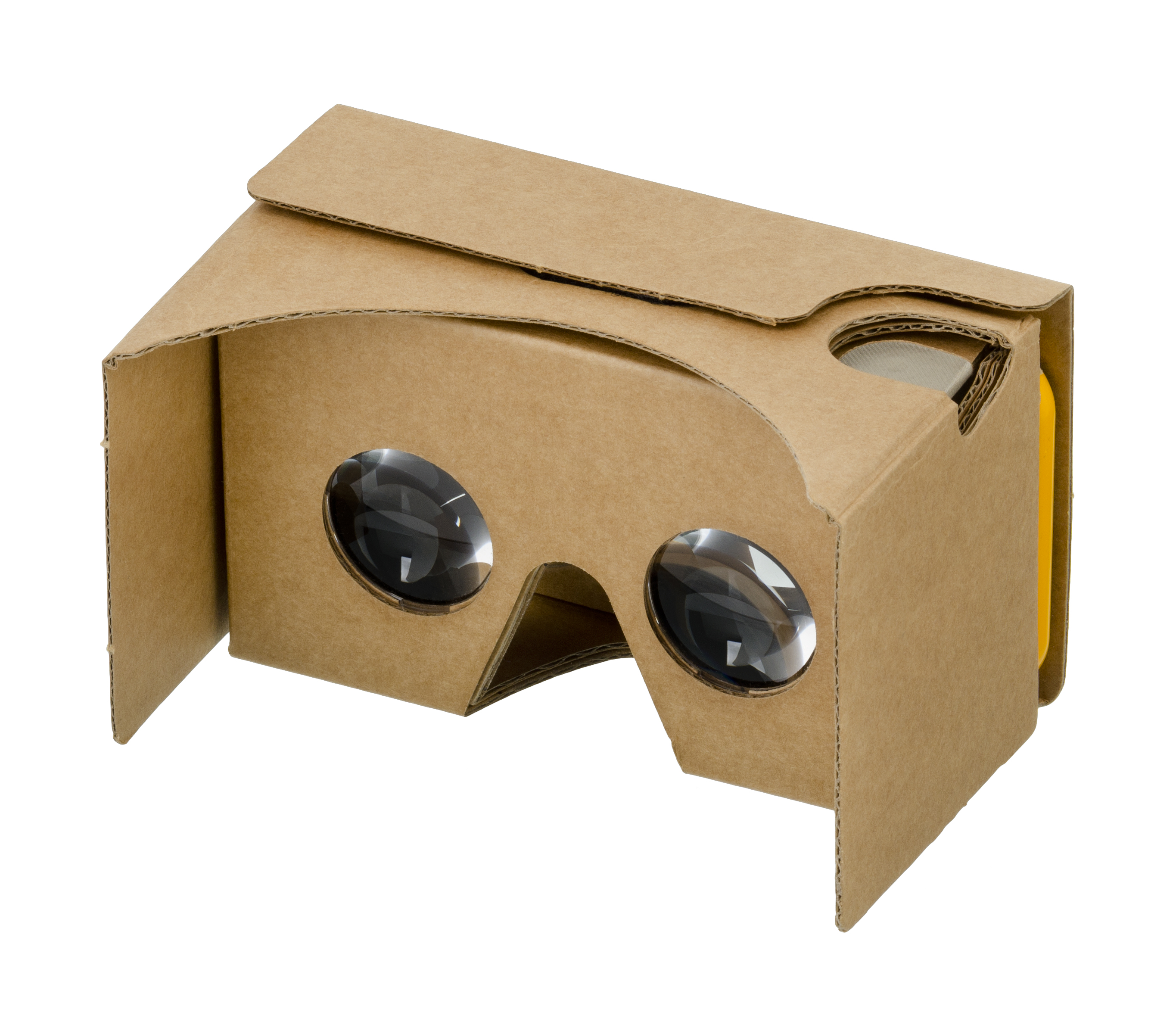
Google Cardboard využívá jako displej smartphone

Headset (brýle) pro virtuální realitu je zařízení nasazované na hlavu, které umožňuje zobrazit obraz ve virtuální realitě. Vaše přirozené zorné pole je nahrazeno počítačem generovaným zorným polem. VR se nejčastěji používá pro účely 3D simulace, hraní her, trénování různých jinak finančně náročných činností nebo v medicíně. Brýle se typicky skládají ze stereoskopického displeje (zobrazuje obraz pro každé oko zvlášť), čoček, stereo reproduktorů – sluchátek, mikrofonu a senzorů pro snímaní pohybů hlavy.
Některé headsety přichází také s ovladači nebo mají senzory pro pohyb očí.

## Historie
1935 – Americký spisovatel Stanley Weinbaum ve své fikci Pygmalion's Spectacles popsal brýle, které umožňují hrát film, ve kterém “se nacházíte“. Můžete vnímat obraz, zvuk, chuť a cit. Interagujete s postavami…
1956 – Kameraman Morton Heilig vytvořil Sensoramu (patentováno 1962), první zařízení umožňující virtuální realitu. Senzorama umělo stimulovat vibrace, atmosférické jevy jako vítr, zvuk a 3D barevný obraz.
1961 – Headsight – zařízení sledující pohyb hlavy s obrazovkou pro každé oko. Používáno ve vojenství pro přenos obrazu.
1968 – The Sword of Damocles – První VR “headset”. Zařízení zobrazovalo jednoduché geometrické obrazy. 3D modely měnily perspektivu podle pohybu hlavy.
1979 – McDonnell-Douglas Corporation integrovala VR do letecké helmy – The VITAL helmet
1980 – Společnost StereoGraphics vytvořila stereo vision brýle
1985 – Založení VPL Research. Tato společnost je první co prodávala VR brýle a rukavice, vyvinula množství zařízení pro VR. Např.: DataGlove, EyePhone HMD, Audio Sphere
1989 – NASA VIEW HMD pro trénovací simulátor pro astronauty. 3D audio.
1991 – NASA VR systém pro ovládání vozíků na marsu
        – Virtuality – VR arkádové zábavové zařízení
1994 – SEGA VR-1
    – VictorMaxx CyberMaxx
1995 – Nintendo Virtual Boy
1997 – Sony Glastronn
2012 – Crowdfunding kampaň pro Oculus Rift
2016 – PlayStation VR
        – HTC Vive
        – Vydání Oculus Rift

## Čočky a obrazovky
Headsety mají vestavěné stereoskopické čočky umístěné mezi led obrazovkou a očima. Čočky zkreslují obraz tak, aby vypadal realisticky a 3D. Čočky však velmi přibližují a natahují obraz pro pokrytí co největšího zorného pole, je tedy potřeba vysoké rozlišení obrazovky pro co nejrealističtější prožitek. Brýle zobrazují zároveň dva obrazy, jeden pro každé oko. Některé modely mají navíc infračervené kamery, které mohou upravovat světlo podle možností aktuálního uživatele.

## Latence a zorné pole
Latence ve VR je prodleva mezi pohybem uživatele a změnou zobrazení ve VR. Požadavky na latenci u VR brýlí jsou mnohem větší nežli u normálních displejů. S vyšší latencí se může uživateli projevit Kinetóza, neboli nemoc z pohybu. Nejčastějším příznakem jsou závratě. Pro fungování VR brýlí je tedy potřeba výkonná grafická karta, která zaručí nízkou latenci a tím plynulý pohyb a obraz.
VR Headsety mívají většinou zorné pole do 114°, což je část zorného pole člověka, kde se obrazy z očí navzájem překrývají a tím umožňují vnímání ve 3D. Větší zorné pole nezaručí lepší 3D vjem, ale celkový dojem bude realističtější tím, že obraz pokryje i periferní vidění.

## Užití Virtuální reality pomocí VR Headsetů
- V lékařství – k trénování složitějších operací, prohlédnutí orgánů, rehabilitace[6]
- V průmyslu – k vytváření a testování součástek, designu a prezentaci produktů
- V armádě –  k trénování pilotů na letecký simulátorech, k simulování složitě udělatelným úkonům v realitě[7]
- V zábavním průmyslu – ke hraní her, simulátorů nebo jen sledování filmů[1]

## Příklady
Kompletní seznam se dočtete na Seznam headsetů pro virtuální realitu
- Forte VFX1
- Google Cardboard
- HTC Vive
- Oculus Rift